# Marcela Topor
Marcela Topor   (Vaslui i Iași, 8 de setembre de 1976) és una periodista romanesa, coneguda per ser l'esposa del 130è president de la Generalitat de Catalunya, Carles Puigdemont.

## Biografia
Nascuda a Vaslui, Romania, als 18 anys es va establir a Iași, capital de la Moldàvia romanesa, on va començar la carrera de filologia anglesa a la Universitat Alexandru Ioan Cuza. Va compaginar els estudis amb la participació en una companyia de teatre, amb la qual van girar per França, Polònia i els Estats Units, entre d'altres llocs. Allà va coincidir amb personalitats de la cultura romanesa com Corneliu Porumboiu o Cristina Flutur.
El 1998, va arribar a Girona per fer una obra d'Eugen Ionescu al Festival Internacional de Teatre Amateur de Girona, en què va participar com a actriu a la companyia de teatre Ludic Theatre. Allà va conèixer Carles Puigdemont, amb qui posteriorment es casaria i tindria dues filles. Ambdós comparteixen l'ideari independentista català.
Dirigeix Catalonia Today, un diari en anglès del grup El Punt Avui. També va conduir Catalan Connections, un programa televisiu d'entrevistes en anglès a estrangers residents a Catalunya, que s'emetia a El Punt Avui TV.
Fou una de les persones espiades pel Catalangate.